# Crytea deutera
Crytea deutera là một loài tò vò trong họ Ichneumonidae.